# Посольство Литвы в Польше
Посольство Литвы в Польше (пол. Ambasada Litwy w Polsce, лит. Lietuvos Respublikos ambasada Lenkijos Respublikoje) — главная дипломатическая миссия Литвы в Польше, расположена в центре Варшавы на Уяздовских аллеях во «дворце под артишоком». Кроме посольства Литва имеет на территории Польши генеральное консульство в Сейнах.
Посол Литвы в Польше: Эдуардас Борисовас (с 2018 года).

## Организационная структура
В состав посольства входят:
- Торговый отдел (ал. Уяздовские, 12)
- Литовский центр (лит. Lietuvos Centras) (ал. Уяздовские, 12)
- Центр туристической информации (лит. Lietuvos turizmo informacijos centras) (ал. Уяздовские, 12)
- Консульство Литовской Республики в Сейнах (лит. Lietuvos Respublikos Konsulatas Seinuose)

## История
Польша и Литва установили дипломатические отношения перед самым началом Второй мировой войны. В 1939 году посольство Литвы располагалось на ул. Кощиковой, 14 (30 мая — 27 октября 1939 года).
Во время событий в Вильнюсе в январе 1991 года министр иностранных дел Литвы разместился в Варшаве, в отеле «Наполеоновская станция». В феврале 1991 года было открыто информационное литовское бюро на Уяздовских аллеях, 17. В сентябре 1991 года были восстановлены дипломатические отношения и бюро было преобразовано в посольство.
В 1992—2006 годах посольство размещалось во дворце Милицера на аллее Шуха, 5. В 2006 году литовское правительство откупило права на «дворец под артишоком» на Уяздовских аллеях №14.

## Список послов Литвы в Польше
- 1938 — Казис Шкирпа
- 1938—1939 — Юргис Шаулис
- 1992—1994 — Дайнюс Юневичус
- 1994—2000 — Антанас Валионис
- 2001—2004 — Дарюс Дегутис
- 2004—2010 — Эгидиус Мейлюнас
- с 2010 — Лорета Закаревичене